# Румен Тосков
Румен Димчов Тосков – Рупето е български джаз пианист и композитор.

## Биография
Роден е на 17 септември 1968 г. в Самоков в семейство на музиканти. Дядото – Петър Тосков – свири на акордеон, а баща му Димчо Тосков е учител по акордеон и китара в Самоковската музикална школа. От най-ранна детска възраст Румен проявява жив интерес към музиката и още на 6-годишна възраст започва да свири на пиано. До 14-годишна възраст се обучава в местната музикална школа при учителката по пиано Цветанка Попова. В 7-и клас започва усилена подготовка за кандидатстване в Музикалното училище „Любомир Пипков“ в София. Там попада в класа на Стефка Матанова – един от най-добрите музикални педагози в училището.
В музикалното училище среща и най-добрите си колеги и приятели (Васил Спасов, Георги Дончев, Ерол Ракипов), с които споделят една обща любов – джаза. Неговите кумири-пианисти, от които се е учил, са Чик Кърия, Кийт Джарет, Хърби Хенкок, Бил Евънс, и не на последно място – Антони Дончев, който по-късно става негов учител в Музикалната академия „Панчо Владигеров“.
Първият му джаз-концерт се провежда на годишния изпит в Музикалното училище, когато съвместно с Ерол Ракипов (вибрафон и ударни инструменти) създават „Формация Джаз Импресия“ (пиано, вибрафон и щрайх-квартет). На този концерт прозвучават и първите авторски пиеси на Рупето, които се отличават с оригиналност и зрялост, неприсъщи за възрастта му.
Още по време на следването му в Музикалната академия „Панчо Владигеров“ Румен Тосков се утвърждава сред перспективните млади джазмени в България. Постоянен член е на квартета на Симеон Щерев. Чест гост е и на клуб „Френкис“, където свири заедно с Васил Петров, Людмил Георгиев, Стефка Оникян и други джазмени. Освен като способен изпълнител, Румен Тосков се утвърждава и като аранжор и композитор със собствени търсения и собствени идеи за музиката. Особено плодотворни са сътрудничествата му, от една страна, с Васил Петров, с когото претворяват предимно джаз-стандарти с нови аранжименти (първият им съвместен албум „Дует“ излиза през 1994 г.), а, от друга – с Теодосий Спасов, с когото творят етно-джаз с преплетени мотиви от българската фолклорна музика.
Първото им съвместно участие с Теодосий Спасов е през 1993 г. в джаз-клуб „Аквариум“ във Варшава. Тогава се поставя началото на дългогодишното им съвместно творчество.
Освен тези две направления, той насочва вниманието и таланта си и към другата си голяма любов – театъра и киното. Пак по това време – началото на 90-те години – свири с успех в спектаклите на театър „Ла Страда“ („Мармаралад, „Улицата“), а през 1999 г. композира музиката за пиесата „Теменужена пролет“ по Владимир Набоков, поставена от Боряна Сечанова. Съвсем заслужена е наградата за театрална музика „Димитър Вълчев“ за музиката му към пиесата. Пак през същата година е отличен и с наградата „Кристална лира“ за върхови постижения в музикалното изкуство.
Спектакълът „Рибите се молят на дъжд“ през 1998 г. поставя началото на особено успешното „Теодосий Спасов Трио“, в което освен Теодосий и Рупето, влиза и Христо Йоцов. Триото, придружено от актрисата Бойка Велкова, прави голяма поредица турнета на три континента, представяйки „Рибите се молят за дъжд“. Впоследствие музиката от постановката се превръща в първи албум за триото.
Триото продължава съществуването си до 2010 г. и радва своите почитатели не само в България, но и в десетки страни в Европа, Канада, Израел, Молдова и т.н. След първия албум „Теодосий Спасов Трио“ издава още два – „Live In London“ (2003) и „Open mood“ (2009). Към триото често се присъединява и Хилда Казасян. В този си състав талантливите музиканти многократно представят българската култура в Амстердам, Париж, Монреал, Рим, Виена, Дюселдорф, Москва, Баден и др.
Последното турне на триото е в Япония през ноември 2009 г., където изнася концерти в Ямагата и в световноизвестния клуб „Blue note“ в Токио. Със смъртта на Рупето „Теодосий Спасов Трио“ прекратява съществуването си.
Румен Тосков-Рупето напуска този свят на 22 юли 2010 г. едва на 41 години.

## Творчество
През 1998 г. по идея на Милена Караджова е издаден албумът „Люлчени песни“, който представлява детски приспивни песни с аранжименти, създадени от Румен. Песните ги изпява Васил Петров. Пак през същата година се осъществява друг проект, наречен „Шопе, шопе“ – пиеси с фолклорни мотиви, изпети от фолклорния квартет на Вичка Николова „Вай Дудулей, аранжирани от Румен Тосков и Веселин Веселинов – Еко. Гостуващи музиканти са: Теодосий Спасов – кавал, Стоян Янкулов – барабани и Владимир Карпаров – саксофон.
През 2000 г. излиза албумът на Васил Петров, посветен на 100 години от раждането на Гершуин, в който всички аранжименти са дело на Румен. През месец май същата година двамата музиканти правят турне в Япония с песните от този албум.
Пак от 2000 г. е албумът му „Reflections“, създаден заедно с Росен Захариев – тромпет, и Валентин Георгиев – виола. За този проект самият Румен казва: „Това е изцяло спонтанна музика – като композиране, изпълнение, че и запис. Направихме го за един час. Дори не сме си говорили. Това е вид сянка на музика, отражения на обичайните звучения, на нашите възприятия и емоции“.
През същата година стартира радио „Джаз ФМ“ и Рупето създава голяма част от джинглите (сигналите) на радиото (които звучат в ефира до 1 ноември 2011 г.). Няколко месеца преди това в студиото на „Акустична версия“ е записан албумът „Бяло в бяло“. Румен Тосков е автор на музиката и аранжиментите на всичките песни в него, а текстовете и гласът са на Мирослава Кацарова. „Отдавна не бях слушала толкова елегантен и приятен, изпипан в музикално отношение, направо финяшки проект“ – казва журналистката Катя Атанасова, автор на рубриката „Фонограф“ в „Литературен вестник“. А Мирослава споделя: „Той имаше свободата да пише музиката и след това аз да пиша текстовете върху самата тема“.
През 2001 г. е създаден проектът „Баир джаз“ (2001 г.) – Румен е автор на композициите, в които се смесват звученето и ритмиката на родопските автентични песни, мотиви от португалски самби, класически джаз, дори и интерпретирана музика на Йохан Себастиан Бах. В проектът освен него участват Мая Новоселска, Веселин Веселинов – Еко, тромпетистът Росен Захариев, виолистът Валентин Геров и Димитър Димитров на ударните. „Диалектът на Родопите е много провокиращ – страшно мек, странен, интересен... Изведнъж ми заприлича на португалски език и оттам се сетих за бразилската самба. А музиката на Бах има особена хармония. Така решихме да направим този пъзел от стилове. Обединяващото в тях са тъгата, любовта и радостта от живота“ – казва Мая. През 2001 г. Рупето създава музиката за спектаклите „Птиците“ на балет „Арабеск“, а през 2002 г. – за пиесата „Гард“ на театър Кърджали с режисьор Димо Димов. Освен това той е един от съавторите на музиката към филма „Опашката на дявола“ с режисьор Димитър Петков, заедно с Анатолий Вапиров, В. Иванов и Стоян Янкулов.
Румен Тосков подготвя първия си самостоятелен албум през 2003 г. Наречен е „Spring in Fialta“ и включва изцяло авторски пиеси. Този албум остава неиздаден.
В едно интервю от 90-те години Рупето споменава, че една от творческите му мечти е да напише музика за филм. През 2004 г. мечтата му се сбъдва – създава саундтрака за филма „Мила от Марс“ на Зорница София. През 2006 г. идва ред на мюзикъла „Малка нощна приказка“ по сценарий на Людмил Станев, с участието на Мая Новоселска, Тодор Колев, Стефания Колева, Николай Урумов и др. и последният филм с негова музика е „Прогноза“ пак на Зорница София (2008 г.).
Румен Тосков е част от групата Please shut up band заедно с Арабел Караян, Георги Дончев, Веселин Веселинов – Еко, Мирослав Иванов, Росен Захариев, Иван Делчев, Стоян Янкулов. Музиката, която създават, съчетава джаз, реге, фънк, рок и фолклор.
През 2006 г. участва в джаз-спектакъла „Сърце от светлина“, създаден по мотиви от книгата на „Аз съм един сън“ на Дафина Георгиева – Роня, с участието на Мая Новоселска, Патриция Николова, Румен Тосков – Рупето, Михаил Йосифов. „Дафи привлече като магнит всички нас, които искаме да разкажем за нейния свят – царството на свободата ѝ. Затъркаляхме се като снежна топка – Румен Тосков-Рупето, който написа прекрасна музика по текстове на Дафи – те бяха като от една кръвна група – истински, деликатни, талантливи, благородници“ – казва Мая Новоселска за проекта.
Работи съвместно и с Хилда Казасян, с която осъществяват два албума: „Джаз и самба“ и „Замълчи, замълчи...“. Във втория са интерпретирани с ново звучене песните на стари български филми – част от аранжиментите са на Румен Тосков, останалите – на Христо Йоцов. Албумът е представен на „Аполония“ през септември 2008 г., където концертът, наречен със същото име, е посветен на Вили Казасян, починал през същата година.
През 2009 г. излиза албумът „Помежду“ – с участието на Милена Караджова и Румен Тосков – Трио (в състав Румен Тосков, Христо Йоцов и Веселин Веселинов – Еко). Това са джаз версии на автентични народни песни, като са запазени оригиналния текст и мелодия. Музиката се изпълнява на нетипични за фолклора инструменти – пиано, бас и перкусии. Песните от албума са изпълнени за първи път на живо през 2012 г. – почти две години след неговата смърт.
Румен взема дейно участие и в проекта „Поколения“ на „Сцена Академия“, заедно с Хилда Казасян, Борислав Йоцов, Теодосий Спасов и Христо Йоцов.
Последните неща, върху които работи малко преди преждевременната си смърт, са аранжиментът на песента „Бучица лед“, изпята от Хилда Казасян, и музиката за куклената постановката „Цар Шушумига“, режисирана от Катя Петрова.

## Албуми

### Като автор
- „Бяло в бяло“ (2000) – с Мирослава Кацарова
- „Reflections“ (2000) – с Валентин Геров и Росен Захариев
- „Spring in Fialta“ (2003)

### Като аранжор и изпълнител
- „Дует“ (1995) – с Васил Петров
- „Нещо различно“ (1995) – с Васил Петров
- „The End of History“ (1997) – Атанас Гунов & All Jazz Stars
- „Люлчени песни“ (1998) – с Васил Петров
- „Рибите се молят за дъжд“ – с Теодосий Спасов Трио
- „Petrov sings Gershwin“ (2000) – с Васил Петров
- „Среднощно парти“ (2002) – с Мери Танева
- „Live in London“ (2003) – с Теодосий Спасов Трио
- „Be in love forever“ (2004) – с Васил Петров
- „Jazz & samba“ (2006) – с Хилда Казасян
- „Замълчи, замълчи...“ (2008) – с Хилда Казасян
- „Помежду“ (2009) – с Милена Караджова
- „Open mood“ (2009) – с Теодосий Спасов
- „The best of Vasil Petrov“ (2012) – с Васил Петров

## Награди
- 1999 г. – Награда за театрална музика „Димитър Вълчев“
- 1999 г. – Наградата „Кристална лира“ за върхови постижения в музикалното изкуство